# Campos (Vieira do Minho)
Campos é uma povoação portuguesa do Município de Vieira do Minho que foi sede da extinta Freguesia de Campos, freguesia que tinha 13,13 km² de área e 185 habitantes (2011), e, por isso, uma densidade populacional de 14,1 hab./km².
A Freguesia de Campos foi extinta (agregada) pela reorganização administrativa de 2012/2013, tendo o seu território sido integrado na então criada União das Freguesias de Ruivães e Campos.
A Freguesia de Campos incluía os lugares de Cambedo, Campos e Lamalonga.
Existem na freguesia dois fornos do povo, um no lugar de Lamalonga e outro em Campos, sendo cobertos de pedra lavrada a pico.

## População
| População da freguesia de Campos | População da freguesia de Campos | População da freguesia de Campos | População da freguesia de Campos | População da freguesia de Campos | População da freguesia de Campos | População da freguesia de Campos | População da freguesia de Campos | População da freguesia de Campos | População da freguesia de Campos | População da freguesia de Campos | População da freguesia de Campos | População da freguesia de Campos | População da freguesia de Campos | População da freguesia de Campos |
| -------------------------------- | -------------------------------- | -------------------------------- | -------------------------------- | -------------------------------- | -------------------------------- | -------------------------------- | -------------------------------- | -------------------------------- | -------------------------------- | -------------------------------- | -------------------------------- | -------------------------------- | -------------------------------- | -------------------------------- |
| 1864                             | 1878                             | 1890                             | 1900                             | 1911                             | 1920                             | 1930                             | 1940                             | 1950                             | 1960                             | 1970                             | 1981                             | 1991                             | 2001                             | 2011                             |
| 403                              | 443                              | 412                              | 420                              | 477                              | 488                              | 451                              | 578                              | 805                              | 648                              | 311                              | 426                              | 315                              | 240                              | 185                              |

## Património
- Igreja matriz ou igreja paroquial
- Fornos do Povo
- Capela da Santo António
- Cruzeiro
- Ponte romana (Quebrada)
- Casa da Finta ou da Renda (brasonada)

## Tradições
No carnaval realiza-se um cortejo pelas ruas da antiga freguesia. Em 2011 o tema do cortejo foi "100 anos de república".

## Alto do Talefe
No território da antiga freguesia localiza-se o Alto do Talefe, o ponto mais alto da Serra da Cabreira com o Vértice Geodésico "Cabreira", na Latitude = 41º 38' 20,3 N e Longitude = 8º 02' 35,8 W a uma altitude de 1 271 m.